# Čenta
Čenta (serbisch-kyrillisch Чента, ungarisch Csenta, deutsch Tschenta) ist ein Ort im serbischen Banat und gehört zum Verwaltungsgebiet der Stadt Zrenjanin.

## Demografie
In Čenta leben nach einer Volkszählung aus dem Jahr 2002 insgesamt 2448 volljährige Personen in 960 Haushalten. Das Durchschnittsalter der Einwohner liegt bei 39,2 Jahren (38,1 bei der männlichen und 40,3 bei der weiblichen Bevölkerung). Das Dorf hat eine serbische Mehrheit und verzeichnet eine kontinuierlich sinkende Einwohnerzahl.
| Bevölkerungsentwicklung |           |
| Jahr                    | Einwohner |
| 1948                    | 3293      |
| 1953                    | 3298      |
| 1961                    | 3182      |
| 1971                    | 3224      |
| 1981                    | 3192      |
| 1991                    | 2946      |
| 2002                    | 3119      |

## Weblinks

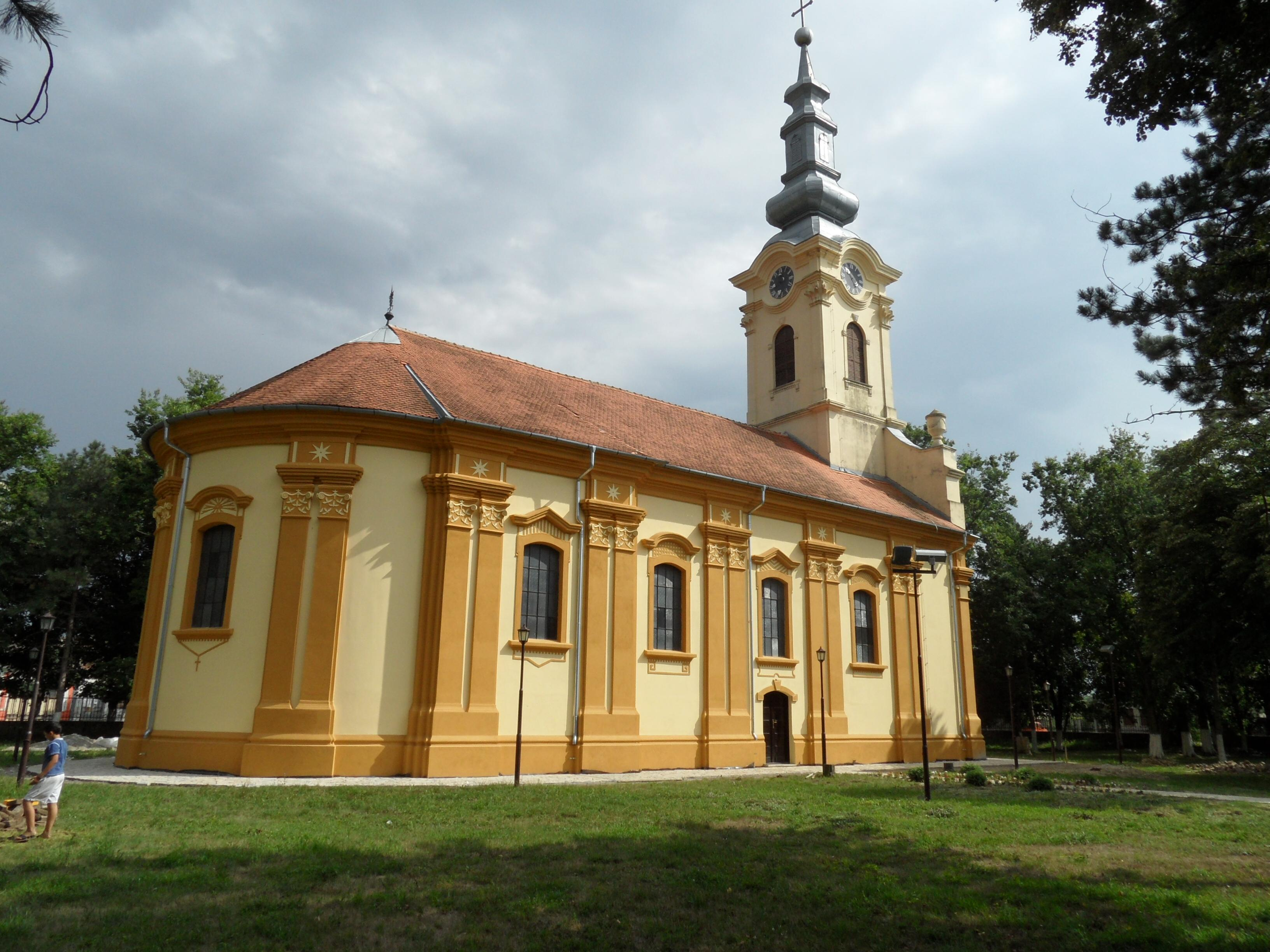
Die Serbisch-orthodoxe Kirche Hl. Großmärtyrer Georg